# Blast (pel·lícula del 2000)
Blast és una pel·lícula estatunidenca estrenada el 2000 amb Tony Denman (Corn), P. J. Soles (Diputat), Tracey Walter (Zeke) i Blake Heron (Jonesy).

## Argument
Quatre adolescents estiren massa una broma que acaba sortint malament.